# Кандасвамі
Кандасвамі (таміл. நல்லூர் கந்தசுவாமி கோவில்) — індуїстський храм в Наллурі, невеликому містечку біля столиці Північної провінції Республіки Шрі-Ланка Джафни. Храм, присвячений богові війни Сканді, є однією з найшанованіших святинь тамілів.
Перший індуїстський храм в столиці Королівства Джафна був заснований у 948 р. У X столітті Sembiyan Mahadevi, королева імперії Чола, подарувала храму бронзову статую бога Сканді. Перший храм був зруйнований після завоювання Джафни Сингальською Державою. Знищення храму в 1450 р. пов'язують з ім'ям намісника Джафни прийомного сина Паракрамабаху VI — Самупал Кумарая. Другий (за деякими даними, третій) храм був побудований в 1467 р. неподалік, він був укріплений, оточений стінами і був більше схожий на фортецю. У війні Джафни проти португальців в 1620 р. храм цей використали як військове зміцнення, внаслідок чого він був зруйнований португальським генералом Філіпом Олівьєра. Під час голландського панування на місці другого храму була побудована християнська церква, а поруч закладений невеликий індуїстський храм на згадку про зруйнований. В цей же час на місці першого храму мусульманами була заснована мечеть і споруджена статуя бога Сканди. У 1749 р. за підтримки голландської колоніальної адміністрації мечеть було ліквідовано, а на історичному місці спорудили четвертий храм, який зберігся до наших часів.
Спочатку кам'яний храм, звернений до сходу, мав тільки два основні зали. Пізніше були побудовані стіни, що оточують двір храму, і 33-метровий п'ятиповерховий різьблений гопурам у дравідійському стилі з годинником. Композиційним центром храму є статуя бога війни Сканді. У південній частині храму розташований святий ставок і статуя бога Сканді в іншому втіленні, в північній — святий сад.

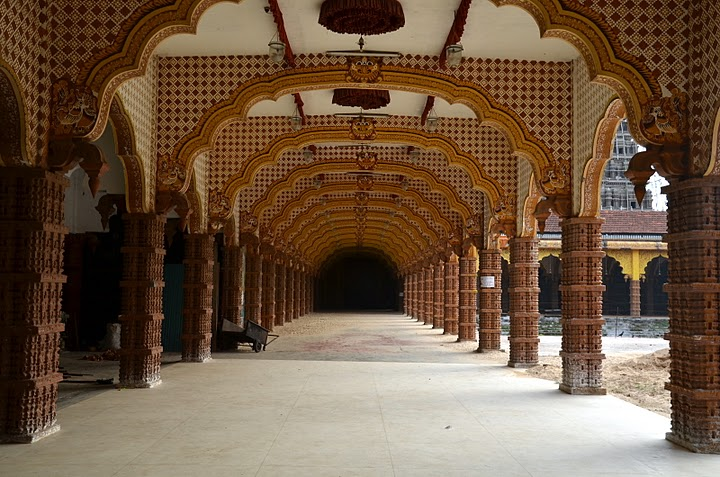
Внутрішній двір храму

Храм Кандасвамі в Наллурі є важливим центром тамільської індуїстської культури. В дні свят до нього стікаються люди з усієї півночі Шрі-Ланки. На згадку про Кандасвамі, ціла низка індуїстських храмів, побудованих тамільською діаспорою в Європі і Північній Америці, носить таке ж ім'я.